# Диктатура
Диктату́ра (лат. dictatura — необмежена влада) — нічим не обмежена політична, економічна та ідеологічна влада у державі або певному регіоні однієї чи кількох осіб, класу, соціальних груп, які у своїх діях спираються на безпосереднє застосування апарату насильства (армії, поліції, карних установ), а також відповідний політичний режим.
Диктату́ра — необмежена влада в державі особи, групи осіб, суспільної верстви, що на відміну від демократії, тримається не на вільних і незалежних виборах, а спирається на силові структури та органи держави чи навіть на пряме насильство, репресії та терор.
Термін, що характеризує систему влади одного правителя або вузької та замкненої групи осіб (хунта), без конституції, або з номінальною конституцією.
Диктатура з погляду політології — форма здійснення влади, при якій влада, незалежно від форми та ставлення до влади, здійснює своє правління прямим, директивним, шляхом. Незалежність цієї форми здійснення влади від форми влади і форми ставлення до влади яскраво показує приклад політичної системи, що виникла внаслідок Великої французької революції — форма влади — республіка, форма ставлення до влади — демократія, форма здійснення влади — диктатура.
Ефективність і оптимальність цієї форми здійснення влади залежить від багатьох факторів, зокрема від об'єктивної ситуації, сприйняття суспільством необхідності саме цієї форми здійснення влади, форми ставлення суспільства і влади, форми ідеологічного обґрунтування влади.
Тепер диктатурою, зазвичай, називають режим влади однієї особи або групи осіб, не обмежений нормами законодавства, не стримуваний будь-якими громадськими чи політичними інститутами. Попри те, що нерідко в умовах диктатури зберігаються окремі демократичні інститути, їхній реальний вплив на політику зводиться до мінімуму. Зазвичай, функціонування диктаторського режиму супроводжується репресивними заходами проти політичних опонентів і жорстким обмеженням прав і свобод громадян.

## Давньогрецькі держави
Диктатура була частим явищем у Стародавній Греції та її колоніях. Диктатори в цих державах називалися «тиранами», а диктатура — «тиранією». Спершу це слово не мало негативного відтінку. Більшість тиранів спиралися на демос і гнобили аристократію. Деякі з тиранів, особливо ранніх, прославилися як меценати, справедливі правителі і мудреці: наприклад тиран Корінфа Періандр або тиран Афін Пісістрат. Але набагато більше збереглося оповідань про жорстокість, підозрілості та самодурство тиранів, які винаходили витончені тортури (особливо був відомий тиран Акраганта Фаларід, який спалював людей в мідному бику). Існував популярний анекдот (його героєм був спочатку Фрасібул Мілетський, потім він прив'язувався і до інших осіб) про тирана, який на питання колеги-тирана (варіант: сина) про найкращий спосіб утриматися при владі став ходити по полю і мовчки зривати всі колоски, що видавалися над загальним рівнем, показуючи тим самим, що тирану слід знищувати всіх видатних в цивільному колективі. Хоча на етапі становлення грецького поліса тиранія могла відігравати позитивну роль, кладучи кінець аристократичному свавіллю, в кінцевому результаті вона швидко ставала перешкодою для зміцнілого громадянського колективу.
Деякі тирани прагнули перетворити свої держави у спадкові монархії. Але довговічних династій жоден з тиранів не створив. У цьому сенсі показове пророцтво оракула, нібито отримане Кіпселами, які захопили владу в Коринті: «Щасливий Кіпсела, і діти його, але не діти його дітей». Кіпсела і його син Періандр успішно правили, але вже наступник (племінник) Періандра був швидко убитий, після чого все майно тиранів було конфісковано, їхні будинки зруйновані і їхні кістки викинуті з могил.
Епоха VII—VI ст. відома як епоха «старшої тиранії»; до її кінця в материковій Греції тирани зникають (в Іонії вони залишалися завдяки перської підтримки, в Сицилії і Великій Греції — через специфічну військової обстановки). В епоху розвинутої демократії, в V ст. до н. е.., ставлення до тиранії було однозначно негативне, і саме тоді цей термін наблизився до свого нинішнього значення. Тиранія сама по собі сприймалася зрілим громадянським свідомістю як виклик справедливості й основі існування громадянського колективу — загальної рівності перед законом.
У IV ст. до н. е.., в умовах гострої кризи поліса, у грецьких містах-державах знову з'являються тирани (так звана «молодша тиранія») — зазвичай, з щасливих воєначальників і командирів найманих загонів; але розповіді про мудрих і справедливих тиранів цієї епохи зовсім відсутні: тирани були оточені загальною ненавистю і самі в свою чергу жили в атмосфері постійного страху.

## Стародавній Рим
Спочатку диктатурою іменувалася вища екстраординарна магістратура в Римській республіці. Диктатура встановлювалася постановою сенату, згідно з яким вищі ординарні магістрати республіки — консули призначали диктатора, якому передавали всю повноту влади. У свою чергу, диктатор призначав свого заступника — начальника кінноти. Диктаторам належало супровід 24 лікторів з фасціями — символами влади, в той час, як консулам належало по 12 лікторів.
Диктатори мали практично необмежену владу і не могли бути притягнуті до суду за свої дії, проте в обов'язковому порядку складали свої повноваження після закінчення терміну. Спочатку диктатура встановлювалася на термін 6 місяців, або на час виконання доручення сенату, зазвичай, пов'язаного з усуненням загрози державі.
Однак у 82 до н. е.. був обраний перший безстроковий диктатор Луцій Корнелій Сулла (формально — «для проведення законів і для приведення республіки в порядок» (лат. legibus faciendis et rei publicae constituendae causa)). У 79 Сулла, проте, склав свої повноваження диктатора. У 44, за місяць до загибелі від рук змовників, безстроковим диктатором став Гай Юлій Цезар, що до цього кілька разів обирався диктатором під час громадянської війни за звичайною схемою. Посада диктатора була скасована в 44 році до н. е.., незабаром після вбивства Цезаря.
Сулла і Цезар були останніми диктаторами за формальною посадою і першими диктаторами Риму в сучасному сенсі слова. Октавіан Август і наступні імператори не призначалися на посаду диктатора (хоча Августу ця посада пропонувалася), але фактично володіли диктаторською владою. Формально Римська держава ще довго вважалася республікою й існували всі республіканські органи влади.
Октавіан Август домігся того, що його наступником став його прийомний син — Тиберій. Надалі подібні випадки траплялися все частіше. Це стало однією з передумов до подальшого перетворення Стародавнього Риму в монархію.

## Середньовіччя
У Середньовіччі панівною формою правління була монархія. Навіть у результаті переворотів до влади, зазвичай, приходили представники королівських чи інших знатних родів, що не приховували намірів передавати свою владу в спадщину. Проте існували і винятки. Багато міст-комун і торгових республік наймали для оборони полководців — кондотьєрів або князів. На час війни кондотьєри отримували великі владні повноваження в місті. Після війни, спираючись на наймане військо, набране на гроші міста, деякі кондотьєри утримували владу, перетворюючись на диктаторів. Така диктатура називалася сеньйорією. Деякі сеньйорії ставали спадковими, перетворюючися в монархії. Одним з найвідоміших диктаторів, що заснували монархію, був Франческо Сфорца.

## ХІХ століття
Диктатура була поширена в Латинській Америці в XIX столітті, в Європі в цей період диктатурою можна назвати правління Наполеона ІІІ. Криза, що настала після Першої світової війни, викликала появу низки диктатур на території Європи, зокрема режими Ататюрка й Пілсудського (національні); Муссоліні, Гітлера, Прімо де Рівера, Франко і Салазара (праві); Йосифа Сталіна, Енвера Ходжи (комуністичні);

## Новітній час

Індекс демократії від Economist Intelligence Unit, 2020. Країни чорного, коричневого та червоного кольорів розцінюються як авторитарні та, ймовірно, знаходяться під владою диктатур. На сайті Economist існують дані також за 2021 рік.

### У Європі
У Новітній час диктаторські режими отримали широке поширення в Європі у 20-ті — 40-ві роки XX століття. Найчастіше вони встановлювалися внаслідок поширення тоталітарних ідеологій.
Зокрема, від 1922 року була встановлена фашистська диктатура в Італії; від 1933 — нацистська диктатура в Німеччині; від 1918 — більшовицька диктатура, що позиціонувалася як «диктатура пролетаріату» у Радянській Росії.
Диктатури вкрай правого спрямування були встановлені і в інших європейських державах. Так, фашистські диктатури були встановлені в: Угорщині (з 1918 Міклошом Горті), Італії (з 1922 Беніто Муссоліні), Польщі (з 1926 року Юзефом Пілсудським, режим називали «Санація»), Литві (з 1926 Антанасом Смятона), Латвії (з 1934 Карлісом Улманісом), Естонії (з 1934 року Констянтином Пятсом), Румунії (з 1938 Карлом ІІ і з 1940 Іоном Антонеску), Іспанії (з 1936 Франсіском Франко). Нацистська диктатура в Німеччині була встановлена в 1933. У СРСР у 1930-х був встановлений режим сталінізму, що поєднував економічний марксизм з радикальним російським націоналізмом.
Більшість таких диктаторських режимів припинили своє існування в результаті Другої світової війни.
Після закінчення Другої Світової війни у Центральній та Східній Європі виник «соціалістичний табір», який складався з комуністичних диктатур.
Останніми диктатури Європи прийнято вважати Російську Федерацію та Республіку Білорусь.

### В Азії, Африці, Латинській Америці
У Азії, Африці і Латинській Америці встановленням диктатур супроводжувався процес деколонізації. Широко практикувався в зазначених регіонах захоплення державної влади вихідцями з військового середовища, що приводив до встановлення військових диктатур.
Після Другої світової війни існували диктатури: в Азії — Мао Цзедуна й Кім Ір Сена; в Латинській Америці — Фіделя Кастро й Августо Піночета.

### Диктаторські режими лівого спрямування
У марксизмі-ленінізмі широкого вжитку набуло поняття диктатури пролетаріату.
У марксизмі-ленінізмі диктатура розглядається як форма політичного придушення експлуатованої більшості експлуатованою меншістю. Водночас диктатури пролетаріату, тобто диктатура робітничого класу, розглядають як вищу форму демократії, форму державної влади в соціалістичних державах на перехідному етапі від капіталізму до комунізму.
Прикладом диктатури лівого спрямування є більшовистський режим у СРСР.
Після Другої світової війни у країнах Східної Європи під впливом СРСР встановилися комуністичні диктатури, які припинили своє існування наприкінці 1980-х — на початку 1990-х років (розпад світової системи соціалізму).
Засоби масової інформації країн Західної Європи, деяких країн Східної Європи та США для опису політичного устрою в Білорусії час від часу користуються словосполученням «остання диктатура Європи», а президента Олександра Лукашенка називають «останнім диктатором Європи». Так, Кондоліза Райс назвала Білорусь «останньою диктатурою в центрі Європи». Джером Тейлор назвав статтю про Білорусь у журналі «The Independent» «В останній європейській диктатурі будь-яка опозиція безжально пригнічується».

## Характерні риси
Прихильниками диктатури звичайно вказуються такі переваги диктатури як форми правління:
- Диктатура забезпечує єдність і, як наслідок, міцність системи влади;
- Диктатор внаслідок свого становища вище від будь-якої політичної партії (зокрема і своєї) і тому є неупередженою політичною фігурою;
- За диктатури більше можливості здійснити будь-які довгострокові (не обмежені терміном обрання) перетворення у громадському житті;
- За диктатури більше можливості здійснити кардинальні перетворення, необхідні в довгостроковій перспективі, але непопулярні в короткостроковій;

У порівнянні з монархією виділяють наступні переваги:
- До диктаторської влади зазвичай приходить людина, що володіє організаційними та іншими здібностями, волею і знаннями. У той же час при монархії заміщення влади проходить не за здібностями кандидата, а завдяки випадку народження, внаслідок чого верховну державну владу може отримати людина, абсолютно не готова до виконання подібних обов'язків;
- Диктатор зазвичай краще монарха обізнаний щодо реального життя, проблем і сподівань народу.

Серед недоліків диктатури зазвичай згадуються наступні:
- Диктатори зазвичай менш упевнені в міцності своєї влади, тому вони нерідко схильні до масових політичних репресій;
- Після смерті диктатора може виникнути ризик політичних потрясінь;
- Велика можливість проникнення у владу людей, для яких влада є самоціллю.

У порівнянні з республікою виділяють також такі недоліки:
- За диктатури більше теоретичної можливості для виникнення монархії;
- Диктатор не несе юридичної відповідальності перед будь-ким за своє правління, що може призвести до ухвалення рішень, які об'єктивно не відповідають інтересам держави;
- За диктатури плюралізм думок повністю відсутній або ослаблений;
- Немає легальної можливості змінити диктатора, якщо його політика виявилася такою, що суперечить інтересам народу.

У порівнянні з монархією виділяють також такі недоліки:
- Диктатуру зазвичай не вважають «богоугодною» формою державного устрою.
- На відміну від диктатора, монарх, зазвичай, з дитинства виховується з урахуванням того, що в майбутньому він стане верховним правителем держави. Це дозволяє йому гармонійно розвивати якості, необхідні для такої посади.
- Немає легітимного механізму успадкування влади.

## Легітимність і стабільність

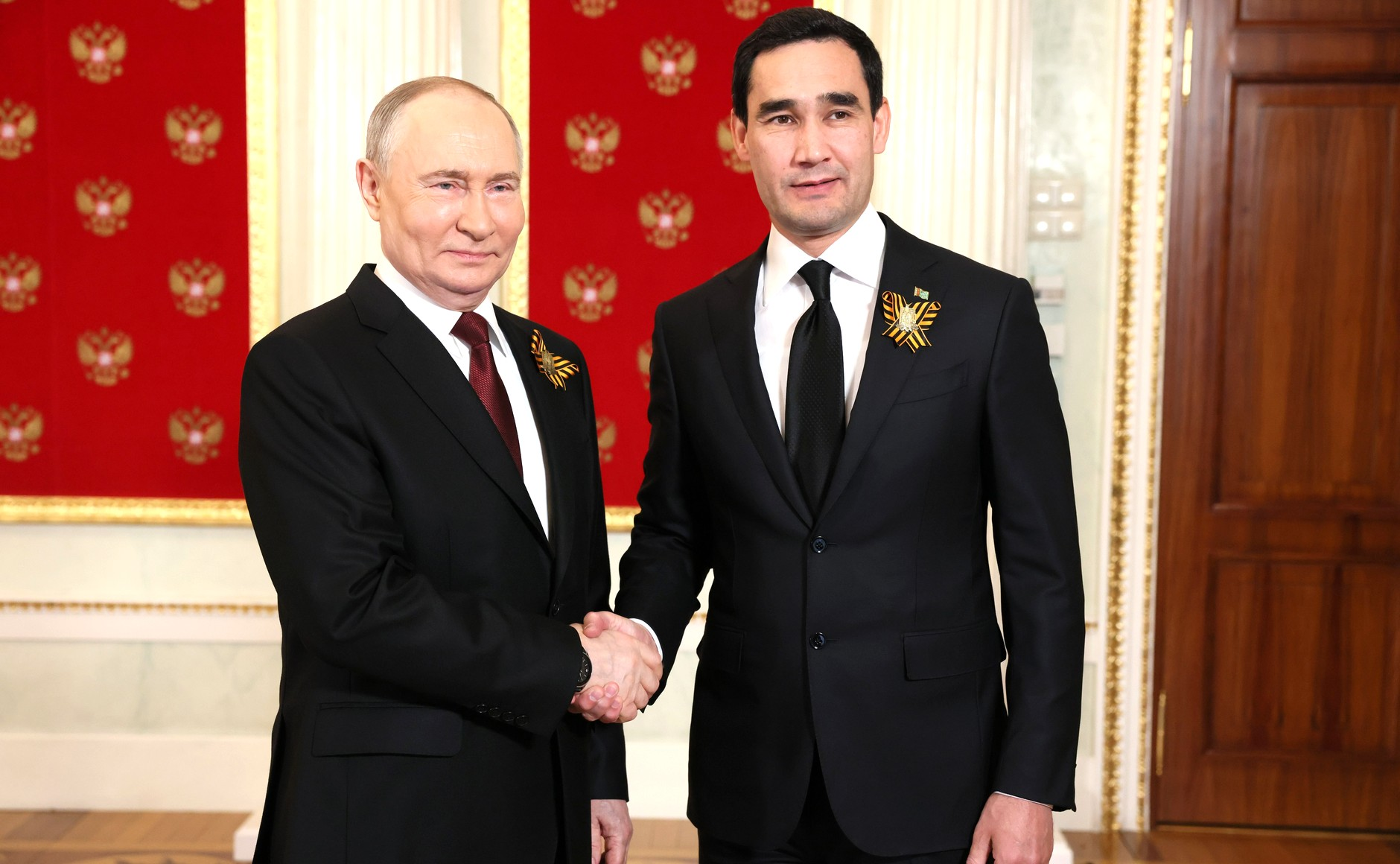
Володимир Путін і Сердар Бердимухаммедов

Стабільність диктатури визначається кількома факторами, і вона повинна підтримувати певний рівень народної підтримки, щоб запобігти зростанню груп опору. Це може бути забезпечено за допомогою стимулів, таких як розподіл фінансових ресурсів або обіцянки безпеки, або ж за допомогою політичних репресій, коли відмова підтримувати режим карається. Стабільність може бути послаблена, коли опозиційні групи зростають і об'єднуються, або коли еліти не є лояльними до режиму. Однопартійні диктатури, як правило, є більш стабільними й тривають довше, ніж військові або персоналістські диктатури.
Диктатура може впасти внаслідок військового перевороту, іноземного втручання, переговорів або народної революції. Військовий переворот часто здійснюється, коли режим загрожує стабільності країни або в періоди суспільних заворушень. Іноземне втручання відбувається, коли інша країна прагне повалити режим шляхом вторгнення в країну або підтримки опозиції. Диктатор може домовитися про кінець режиму, якщо він втратив легітимність або якщо його насильницьке усунення здається ймовірним. Революція відбувається, коли опозиційна група стає достатньо великою, щоб еліта режиму не могла її придушити або вирішила не робити цього. Усунення шляхом переговорів з більшою ймовірністю закінчиться демократією, тоді як усунення силою, швидше за все, призведе до нового диктаторського режиму. Диктатор, який сконцентрував значну владу, з більшою ймовірністю буде висланий, ув'язнений або вбитий після усунення, і, відповідно, він, швидше за все, відмовиться від переговорів і буде чіплятися за владу.
Диктатури, як правило, більш агресивні, ніж демократії, коли конфліктують з іншими країнами, оскільки диктаторам не потрібно боятися електоральних втрат, пов'язаних з війною. Військові диктатури більш схильні до конфліктів через притаманну такому режиму військову силу, а персоналістські диктатури більш схильні до конфліктів через слабкіші інститути контролю за владою диктатора. У XXI столітті диктатури йдуть шляхом інтеграції зі світовим співтовариством і дедалі частіше намагаються представити себе демократичними. Диктатури часто отримують іноземну допомогу за умови, що вони просуваються в напрямку демократизації. Дослідження показало, що диктатури, які займаються видобутком нафти, з більшою ймовірністю залишаться при владі: 70,63 % диктаторів, які займаються видобутком нафти, залишаються при владі після п'яти років диктатури, тоді як лише 59,92 % диктаторів, які не займаються видобутком нафти, переживають перші п'ять років.

### Вибори
Більшість диктатур проводять вибори для підтримки легітимності та стабільності, але ці вибори, як правило, є неконкурентними, і опозиції не дозволяється перемагати. Вибори дозволяють диктатурі здійснювати певний контроль над опозицією, встановлюючи умови, за яких опозиція кидає виклик режиму. Вибори також використовуються для контролю над елітами всередині диктатури, вимагаючи від них конкурувати між собою і заохочуючи їх здобувати підтримку населення, що дозволяє найпопулярнішим і найкомпетентнішим елітам просуватися по службі в режимі. Вибори також підтримують легітимність диктатури, представляючи образ демократії, встановлюючи правдоподібне заперечення її статусу як диктатури як для населення, так і для іноземних урядів.  Якщо диктатура зазнає поразки, вибори також дають змогу диктаторам та елітам визнати поразку, не побоюючись насильницьких дій. Диктатури можуть впливати на результати виборів шляхом фальсифікації виборів, залякування або підкупу кандидатів і виборців, використання державних ресурсів, таких як контроль над ЗМІ, маніпулювання виборчим законодавством, обмеження кола осіб, які можуть висувати свої кандидатури, або позбавлення права голосу демографічних груп, що можуть виступати проти диктатури.
У XX столітті більшість диктатур проводили вибори, на яких виборці могли лише підтримати диктатуру, і лише чверть партійних диктатур дозволяли опозиційним кандидатам брати участь у виборах. Після закінчення холодної війни дедалі більше диктатур стали проводити «напівконкурентні» вибори, в яких опозиції дозволяється брати участь у виборах, але не дозволяється перемагати, причому приблизно дві третини диктатур допустили опозиційних кандидатів у 2018 році. Діяльність опозиційних партій у диктатурі може бути обмежена шляхом заборони їм проводити агітацію, заборони більш популярних опозиційних партій, заборони членам опозиції створювати партії або вимоги, щоб кандидати були членами правлячої партії. Диктатури можуть проводити напівконкурентні вибори, щоб отримати право на іноземну допомогу, продемонструвати контроль диктатора над урядом або заохотити партію розширювати свій потенціал зі збору інформації, особливо на місцевому рівні. Напівконкурентні вибори також мають ефект стимулювання членів правлячої партії забезпечувати краще ставлення до громадян, щоб їх обирали як партійних кандидатів через їхню популярність.

### Насильство
У диктатурі насильство використовується для примусу або придушення будь-якої опозиції правлінню диктатора, і сила диктатури залежить від застосування насильства. Таке насильство часто здійснюється через такі інституції, як збройні сили або поліція. Застосування насильства диктатором часто є найбільш жорстоким протягом перших кількох років диктатури, оскільки режим ще не зміцнив свою владу, а більш детальна інформація для цілеспрямованого примусу ще не доступна. У міру утвердження диктатури вона відходить від насильства, вдаючись до інших примусових заходів, таких як обмеження доступу людей до інформації та стеження за політичною опозицією. Диктатори зацікавлені в тому, щоб уникати застосування насильства після того, як репутація насильства утвердилася, оскільки воно завдає шкоди іншим інститутам диктатури й становить загрозу для правління диктатора, якщо урядові сили стануть нелояльними.
Інститути, які примушують опозицію до застосування насильства, можуть виконувати різні функції або використовуватися для урівноваження один одного, щоб не допустити надмірної влади одного з них. Таємна поліція використовується для збору інформації про конкретних політичних опонентів і проведення цілеспрямованих актів насильства проти них, воєнізовані формування захищають режим від переворотів, а офіційні збройні сили захищають диктатуру під час іноземних вторгнень і великих громадянських конфліктів.
Тероризм менш поширений в диктаторських режимах. Дозвіл опозиції мати представництво в режимі, наприклад, у законодавчому органі, ще більше знижує ймовірність терористичних атак в умовах диктатури. Військові та однопартійні диктатури більш схильні до тероризму, ніж персоналістські, оскільки ці режими перебувають під більшим тиском, змушені проводити інституційні зміни у відповідь на тероризм.

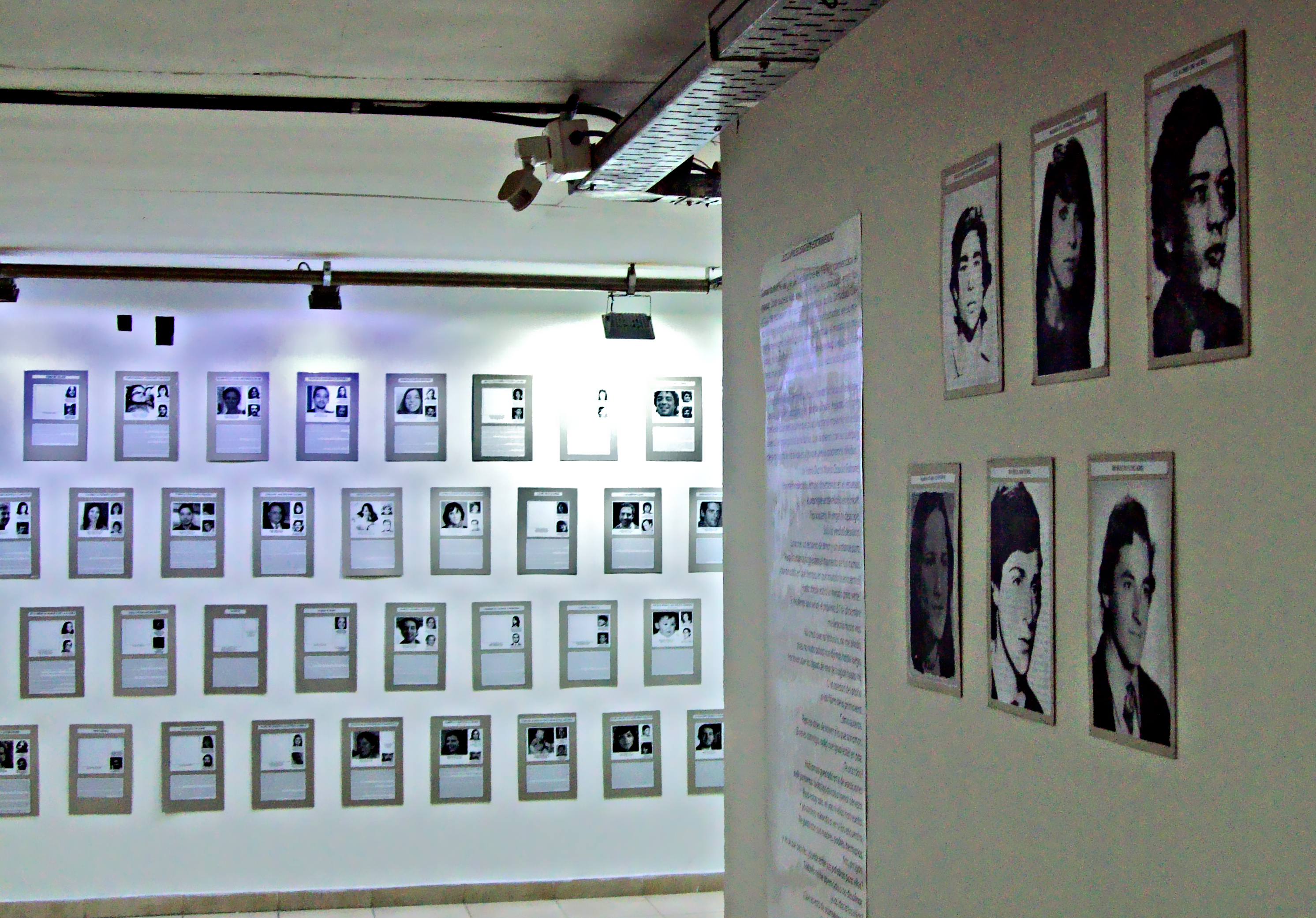
Фотографії жертв військово-громадської диктатури Аргентини
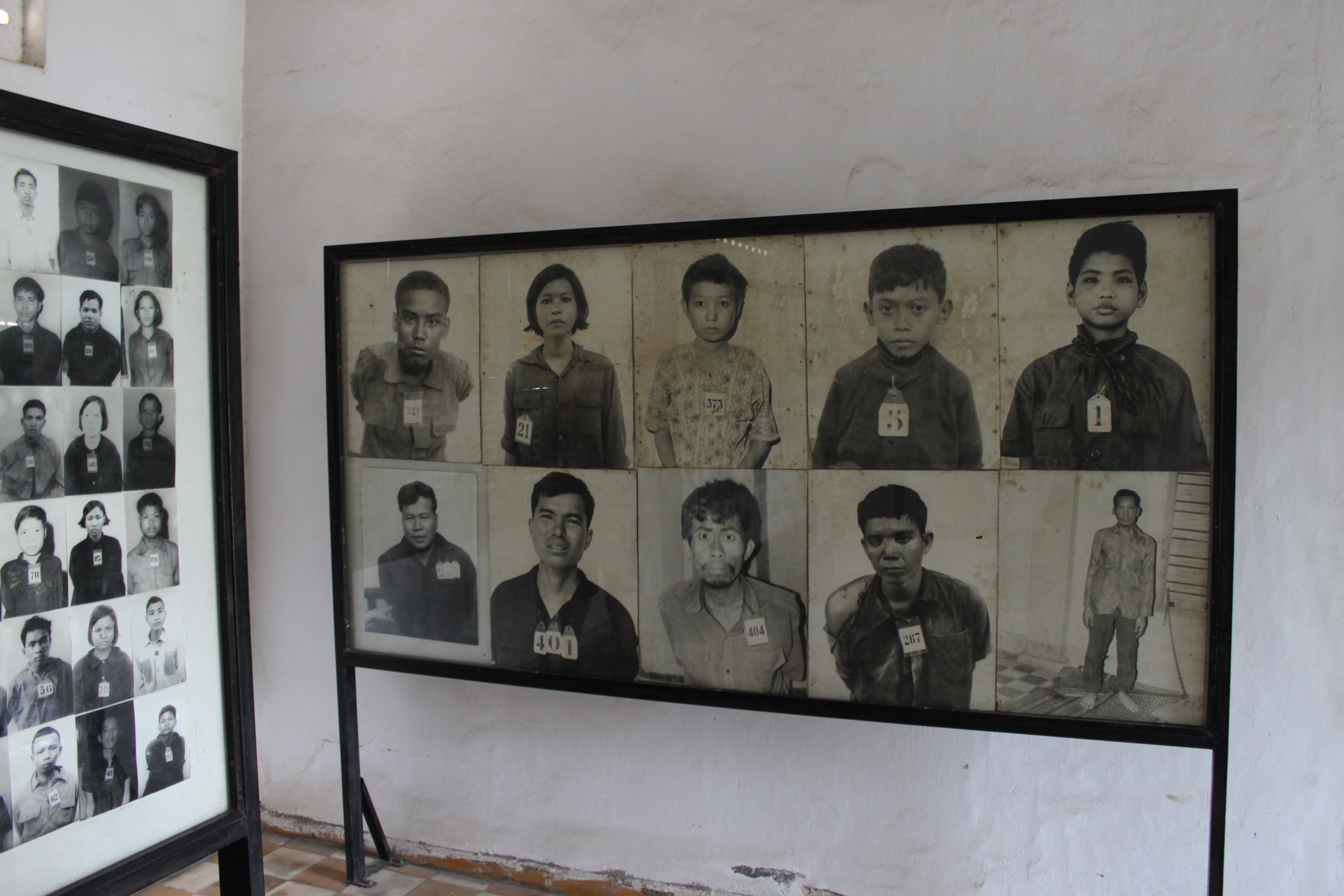
Кімнати Музею геноциду Туол Сленг містять тисячі фотографій своїх жертв, зроблених червоними кхмерами.

## Апологія диктатури
- Микола Мак'явель «Володар» (аудіокнига) — Лемберг, 1934. 117 c.
- Ленин. О ДЕМОКРАТИИ И ДИКТАТУРЕ [Архівовано 11 серпня 2011 у Wayback Machine.]
- Шмитт К. Диктатура. СПб., Наука, 2005
- Геббельс Й. 20 советов диктатору и тем, кто хочет им стать
- Константин Петрович Победоносцев, Цикл статей о демократии и прочих формах правления.